# Psamminopelta
Psamminopelta es un género de foraminífero bentónico de la Subfamilia Psamminopeltinae, de la familia Rzehakinidae, de la superfamilia Rzehakinoidea, del suborden Schlumbergerinina y del orden Schlumbergerinida. Su especie tipo es Psamminopelta bowsheri. Su rango cronoestratigráfico abarca el Cretácico.

## Discusión
Clasificaciones previas incluían Psamminopelta en el suborden Textulariina del Orden Textulariida o en el orden Lituolida. También ha sido incluido en el suborden Rzehakinina y en el orden Rzehakinida, aunque estos taxones han sido considerados sinónimos posteriores de Schlumbergerinina y Schlumbergerinida respectivamente.

## Clasificación
Psamminopelta incluye a las siguientes especies:
- Psamminopelta arca †
- Psamminopelta bowsheri †
- Psamminopelta gradsteini †
- Psamminopelta subcircularis †
- Psamminopelta takayanagii †